# Emil Gruszecki

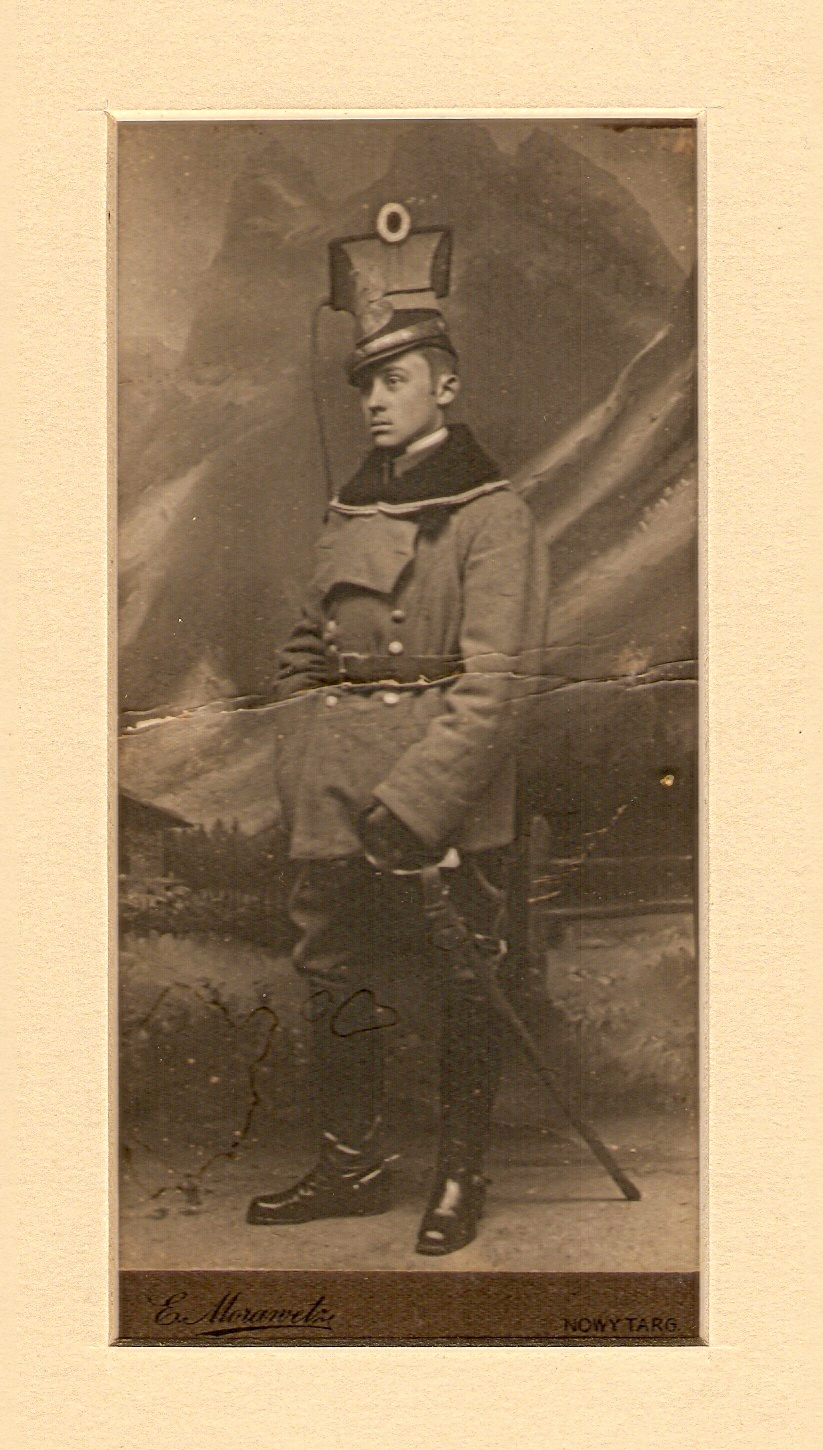
Emil Gruszecki jako ułan w 1915

Emil Gruszecki (ur. 30 czerwca 1897 w Nowym Sączu, zm. 6 lipca 1944 w Loreto we Włoszech) – podpułkownik dyplomowany kawalerii Wojska Polskiego, kawaler Orderu Virtuti Militari.

## Życiorys
Urodził się 30 czerwca 1897 w Nowym Sączu, w rodzinie Stanisława i Heleny ze Styczyńskich. Gimnazjum ukończył w Nowym Targu, gdzie jego ojciec został służbowo oddelegowany (był maszynistą kolejowym na trasie Nowy Sącz–Zakopane).
W 1914 ochotniczo wstąpił do 3 pułku piechoty. Od 1915 w 1 pułku ułanów Legionów Polskich pod dowództwem rotmistrza Władysława Beliny–Prażmowskiego. 28 stycznia 1916, podczas urlopu zdał egzamin dojrzałości w C.K. Gimnazjum w Nowym Targu. Od 6 lutego do 1 kwietnia 1917 był słuchaczem kawaleryjskiego kursu podoficerskiego przy 1 pułku ułanów w Ostrołęce. Kurs ukończył z wynikiem dobrym. Posiadał wówczas stopień ułana. Latem tego roku, po kryzysie przysięgowym, jako poddany austriacki został przeniesiony do Polskiego Korpusu Posiłkowego, a następnie zwolniony ze służby w drodze superrewizji. 
Od 1918 w 7 pułku Ułanów Lubelskich. Po I wojnie światowej, w związku z tragiczną śmiercią ojca przeniósł się do Nowego Targu, gdzie służył w 5 pułku strzelców konnych przy Brygadzie Podhalańskiej. W 1921 został przydzielony do 3 pułku Szwoleżerów Mazowieckich w Suwałkach.
W 1924 ukończył kurs dowódców szwadronu w Centralnej Szkole Kawalerii w Grudziądzu. Z dniem 2 listopada 1927 został przydzielony do Wyższej Szkoły Wojennej w Warszawie, w charakterze słuchacza kursu normalnego 1927–1929. 23 sierpnia 1929, po ukończeniu kursu i otrzymaniu dyplomu naukowego oficera dyplomowanego, został przeniesiony służbowo do Dowództwa Okręgu Korpusu Nr V w Krakowie. 20 lutego 1930 został przeniesiony do 5 Samodzielnej Brygady Kawalerii w Krakowie na stanowisko szefa sztabu. W latach 1932–1937 był szefem Wydziału Studiów, a następnie szefem Wydziału Wyszkolenia w Departamencie Kawalerii Ministerstwa Spraw Wojskowych w Warszawie. Publikował w periodykach wojskowych m.in. w „Przeglądzie Kawaleryjskim” i „Polsce Zbrojnej”. Do 31 sierpnia 1939 był zastępcą dowódcy 26 pułku Ułanów Wielkopolskich im. Jana Karola Chodkiewicza w Baranowiczach.
Od 1 września 1939 objął stanowisko szefa Oddziału IV w sztabie Armii „Karpaty”. Na rozkaz szefa sztabu 19 września opuścił Polskę i przez Węgry dostał się do Francji, a następnie do Szkocji, gdzie był dowódcą 1 dywizjonu rozpoznawczego. W marcu 1942, w następstwie układu Sikorski–Majski, wyjechał do ZSRR by zasilić kadrę oficerską Polskich Sił Zbrojnych. Od 1942 dowodził 5 Kresowym pułkiem artylerii przeciwpancernej. Uczestniczył w walkach 2 Korpusu w kampanii włoskiej 1944 między innymi pod Monte Cassino. Zginął w wyniku bombardowania budynku mieszczącego sztab 3 Dywizji Strzelców Karpackich w Loreto 6 lipca 1944. Został pochowany na Polskim Cmentarzu Wojennym w Loreto (kwatera 14-B-11).

## Awanse
- porucznik – 3 maja 1922 zweryfikowany ze starszeństwem z dniem 1 czerwca 1919 i 217 lokatą w korpusie oficerów jazdy
- rotmistrz – 12 kwietnia 1927 ze starszeństwem z dniem 1 stycznia 1927 i 8 lokatą w korpusie oficerów kawalerii
- major – 12 marca 1933 ze starszeństwem z dniem 1 stycznia 1933 i 16 lokatą w korpusie oficerów kawalerii
- podpułkownik – 19 marca 1939

## Ordery i odznaczenia
- Krzyż Srebrny Orderu Wojskowego Virtuti Militari nr 5421 – 17 maja 1922[6][7]
- Krzyż Niepodległości (12 maja 1931)[8]
- Krzyż Walecznych (dwukrotnie)
- Medal Wojska (pośmiertnie, 1945)
- Złoty Krzyż Zasługi (19 marca 1937)[9]
- Srebrny Krzyż Zasługi (17 marca 1930)[10]
- Medal Pamiątkowy za Wojnę 1918–1921
- Medal Dziesięciolecia Odzyskanej Niepodległości
- Krzyż Pamiątkowy Monte Cassino nr 22050[11] (pośmiertnie, 1945)

- Gwiazda za Wojnę 1939–1945 (pośmiertnie, Wielka Brytania)
- Gwiazda Italii (pośmiertnie, Wielka Brytania)
- Medal Obrony (pośmiertnie, Wielka Brytania)
- Medal 10 Rocznicy Wojny Niepodległościowej (Łotwa, zezwolenie w 1933)[12]

## Twórczość
- Zarys historji wojennej 3–go Pułku Szwoleżerów Mazowieckich imienia pułkownika Kozietulskiego. Warszawa: Wojskowe Biuro Historyczne, 1929, seria: Zarys historii wojennej pułków polskich 1918–1920.